# Lżejszy kaliber
Lżejszy kaliber (właśc. Lżejszy kaliber. Szkice. - Próby dna. - Aforyzmy.) – książka autorstwa Karola Irzykowskiego, która ukazała się w Warszawie w 1938 roku nakładem Towarzystwa Wydawniczego „Rój”.
Jest to ostatnia książka opublikowana przez Karola Irzykowskiego za jego życia. W jej skład wchodzą felietony i odczyty radiowe, szkice oraz aforyzmy. Zawiera między innymi:
- Magik niesamowitości (poświęcony Stefanowi Grabińskiemu)
- Uzasadnienie neopuryzmu (odczyt poświęcony poprawności językowej)
- Filozofia koralowa a religia (wykładnia filozofii klerkowskiej)
- Alchemia ciała (artykuł na temat okrucieństwa)
- Autobiografizm
- Nowoczesny Tantal; Sylwester Deptusia; Złodziej (utwory o charakterze opowiadań)